# Saussines
Saussines település Franciaországban, Hérault megyében. Lakosainak száma 992 fő (2022. január 1.). Saussines Sommières, Beaulieu, Boisseron, Galargues és Saint-Hilaire-de-Beauvoir községekkel határos.

## Népesség
A település népessége az elmúlt években az alábbi módon változott:
| Lakosok száma | 306  | 404  | 515  | 871  | 962  | 1001 | 1033 | 1004 | 989  | 992  |
|               | 1968 | 1982 | 1990 | 2006 | 2013 | 2015 | 2017 | 2019 | 2020 | 2022 |